# Hořina (přírodní rezervace)
Hořina je přírodní rezervaceseverně od obce Velké Heraltice v okrese Opava. Oblast spravuje Moravskoslezský kraj. Důvodem ochrany je bohatá lokalita šafránu Heuffelova (Crocus heuffelianus) rostoucího v údolí stejnojmenného potoka.
Klíčovým druhem lokality je kriticky ohrožený šafrán Heuffelův, který zde vykvétá v průběhu března. Nejvíce rostlin roste na loučce na jihojihozápadním okraji rezervace, roztroušeně se pak ale druh vyskytuje napříč celou lokalitou (součástí je i lesík a úsek potoka Hořina). Na jaře na lokalitě vzácně vykvétá sněženka podsněžník (Galanthus nivalis), častěji pak prvosenka vyšší (Primula elatior). Z lokality je uváděn i prstnatec májový (Dactylorhiza majalis), ostřice odchylná (Carex appropinquata) nebo olešník kmínolistý (Selinum carvifolia).
Lokalita je regionálně významná nejen z hlediska botanického, ale i zoologického. Nejvzácnějším druhem vyskytujícím se v rezervaci je mihule potoční (Lampetra planeri). Ze vzácnějších ptáků se zde vyskytuje cvrčilka říční (Locustella fluviatilis) nebo strakapoud malý (Dryobates minor). Z méně častých hlodavců se zde lze setkat s myšicí temnopásou (Apodemus agrarius), rejscem černým (Neomys anomalus), hrabošem mokřadním (hraboš mokřadní) a hrabošíkem podzemním (Microtus subterraneus). Vyskytuje se zde i plch lesní (Dryomys nitedula).